# علیار نجفی
علیار نجفی خراجی معروف به علیار نجفی (زادهٔ ۱۲ آذر ۱۳۷۳ در شهرکرد) بازیکن بسکتبال اهل ایران استکه برای باشگاه بسکتبال آورتا ساری بازی می کند.
وی همچنین سابقه بازی در تیم های نفت آبادان، شهرداری گرگان و آویژه صنعت پارسا مشهد را دارد.
علیار نجفی سه فصل متوالی در لیگ برتر بسکتبال ایران همراه تیم های قهرمان شدند.

## پیوندهای بیرونی
علیار نجفی در اینستاگرام
- علیار نجفی در Eurobasket.com (انگلیسی)
- علیار نجفی در RealGM (انگلیسی)